# Dedric Lawson
Dedric Lawson (Memphis, 1º ottobre 1997) è un cestista statunitense naturalizzato libanese.

## Palmarès
- McDonald's All-American Game (2015)